# Попа (Лесото)
Попа (англ. Popa) — одна з місцевих громад, що розташована в районі Мокотлонг, Лесото. Населення місцевої громади у 2006 році становило 6 725 осіб.